# Windows Open Services Architecture
Windows Open Services Architecture (WOSA) — концепция стандартных интерфейсов, совокупность методов абстракции базовых служб, одна из основ архитектуры операционной системы Microsoft Windows.
Open Services Architecture для любого расширения операционной системы определяет независимые стандартные API (Прикладной программный интерфейс) и SPI (Интерфейс с сервером), тем самым создавая между клиентом и сервисом некоторый промежуточный слой (менеджер), который реализует стандартный протокол доступа независимый от сервиса и приложения. То есть тот самый универсальный интерфейс (обычно помещаемый в единственную DLL). Что позволяет операционной системе единообразно обращаться к драйверам устройств, менеджерами базы данных, и другими низкоуровневыми объектам.

## В состав расширения по WOSA должны входить
- Прикладной программный интерфейс (API);
- Интерфейс с сервером (SPI);
- Менеджер группы приложений/сервисов;
- База данных для регистрации приложений/сервисов.

Под стандарт Open Services Architecture попадают ODBC (названный «венчающим драгоценным камнем WOSA»), TAPI, WOSA/XFS, SAPI и MAPI (и их вспомогательные сервисы), а также как абстракция доступа к принтерам, модемам, и сетевым службам.
Где,

## Общие сервисы
- ODBC — программный интерфейс доступа к базам данных
- Message API — программный интерфейс пересылки сообщений
- Telephone API — программный интерфейс доступа по телефонной линии
- ADSI — интерфейс распределенных каталогов
- License Service API — интерфейс лицензирования программного обеспечения

## Связь
- SNA API — программный интерфейс межхостового взаимодействия
- Sockets API — программный интерфейс связи на основе протокола TCP/IP
- Remote Procedure Call — интерфейс удаленного вызова процедур

## Расширения
- WOSA/XRT — расширение для обработки биржевых операций
- WOSA/XFS — расширение для финансовых приложений

## Связанные ссылки
- ODBC (Open Database Connectivity)
- TAPI (Telephony Application Programming Interface)
- SAPI (Speech Application Programming Interface)
- MAPI (Message Application Programming Interface)
- WOSA (Windows Open Services Architecture)
- WOSA/XFS (Windows Open Services Architecture/eXtensions for Financial Services)